# Mazuma
Mazuma foi uma pequena cidade mineira no condado de Pershing, estado do Nevada, nos Estados Unidos, onde uma enchente relâmpago provocou oito mortos em 11 de julho de 1912.

## História
Mazuma foi fundada em 1907 e abriu uma estação de correios em 28 de agosto de 1907. O nome  tem origem no calão de ídiche para dinheiro:  m'zumon. Outras fontes indicam que o referido termo significa "o pronto necessário".
Pouco depois das 5 horas da tarde (hora local) do dia 12 de julho de 1912, foi observada uma muralha de água com 3 metros de altura em Seven Troughs Canyon, nas proximidades de Mazuma.  A fábrica "The Seven Troughs Cyanide Plant" foi destruída libertando uma  grande quantidade de cianeto na inundação. Uma chamada telefónica foi feita para Mazuma, mas devido à atmosfera eletrificada, a única palavra que foi escutada em Mazuma foi "água". O alarme não foi recebido a tempo e uma grande muralha de água com 6 metros de altura contaminada com cianeto atingiu Mazuma, matando quase um décimo da população da vila. Nas semanas seguintes, foram feitos esforços para ajudar a população de Mazuma, com visitas de médicos e enfermeiras oriundas de locais tão distantes como Reno. Foi ainda obtido um fundo estatal para ajudar os afetados pela tragédia. O jornal San Francisco Examiner organizou um fundo para ajudar a vila,  onde  William Randoph Hearst doou $100.
Maude Ruddell morreu na referida inundação quando a estação de correios caiu sobre ela, ela aí trabalhava. A estação de correios foi transferida para Seven Troughs em 30 de novembro de 1912.
The Mazuma Hills Mill ardeu treze dias depois da inundação.